# بر بحري
قرية بر بحرى هي إحدى القرى التابعة لمركز البرلس في محافظة كفر الشيخ في جمهورية مصر العربية. حسب إحصاءات سنة 2006، بلغ إجمالي السكان في بر بحرى 9847 نسمة، منهم 5063 رجل و4784 امرأة.